# Cyrtopogon vulneratus
Cyrtopogon vulneratus là một loài ruồi trong họ Asilidae. Cyrtopogon vulneratus được Melander miêu tả năm 1923. Loài này phân bố ở vùng Tân Bắc giới.